# El taladro (episodio de Avatar: la leyenda de Aang)
El Taladro es el trigésimo tercer episodio de la serie animada de televisión Avatar: la leyenda de Aang y el decimotercer capítulo de la segunda temporada.

## Sinopsis
Continuación del episodio El Paso de la Serpiente. Un taladro masivo se acerca al muro de Ba Sing Se, escoltado de tanques de la Nación del Fuego. El Taladro está bajo el mando de la Princesa Azula y el ministro de Guerra Qin.
Aang le advierte al comandante del Muro Exterior, el General Sung, pero el general dice que la ayuda del Avatar no es necesaria. Él ha enviado un grupo de élite de Maestros Tierras, llamado el Equipo Terra, para detener el Taladro. Sin embargo, Mai y Ty Lee los emboscaron. Ty Lee usó sus habilidades, presionando sus puntos débiles, bloqueando su Chi y paralizándolos. 
Ahora viendo la vulnerabilidad de su posición, Sung le pide ayuda a Aang. Aang necesita encontrar la forma de detener el taladro, y miran a Sokka, ya que siempre tiene una idea.
Mientras tanto, el Príncipe Zuko e Iroh deben pasar por otra burócrata para poder entrar en la ciudad, Iroh intenta hacer esto más fácil diciendo cumplidos a la burócrata. Jet mira a Zuko, pensando que podría reclutarlo para su grupo.
Más adelante, Katara revisa al Equipo Terra. Después de curar a un Maestro Tierra, dice que dos chicas los emboscaron, que una les dio unos golpes que hicieron que perdiesen sus poderes, y se fue haciendo piruetas. Katara de inmediato la reconoció, Ty Lee. Cuando Katara intentó explicar como luchaba Ty Lee, a Sokka le dio una idea. Infiltrarse dentro del taladro, y destruirlo desde adentro golpeando sus puntos de presión. 
Mientras el taladro se acercaba al Muro, Toph creó una gran nube de polvo dándoles una especie de disfraz. Luego Toph crea un túnel para acercarse más, todos entran. Luego al salir ven una entrada. Aang, Katara, Sokka y Momo entran, pero Toph decide quedarse afuera para retardar su velocidad, ya que estaría en "un monstruo de metal", y no tendría poderes. 
Dentro, el grupo roba los planos de un ingeniero y Sokka idea cortar los pilares que unen la parte interior y la coraza exterior para que el taladro colapse.
Detrás de la ciudad, Iroh compra té a un vendedor, solo para descubrir que está frío. Jet intenta que Zuko se convierta en un libertador, pero el príncipe naturalmente rechaza. Zuko se da vuelta hacia Iroh, quien ha usado Fuego Control para calentar el té. Zuko le regaña(o mejor dicho, le grita y le tira el te al suelo), pero Jet ya había visto el vapor elevarse de la taza, y supo que eran Maestros Fuego. 
Dentro del taladro, Aang y Katara usan Agua Control como una sierra para cortar un pilar. Cuando se cansan, Sokka los "anima" pero esto provoca que Katara se enojara. Cuando terminan de cortar el pilar, este se resbala un poco, pero no sucede nada. De pronto escuchan un extraño sonido, y piensan que lo han destruido, pero de una especie de radio se escucha la voz del Ministro de Guerra Qin, diciendo que el Taladro ya ha tocado el Muro de Ba Sing Se.
Sokka trata de tirar el pilar, pero es muy pesado. Aang tiene una idea, cortar hasta la mitad los pilares, y luego el iría a la coraza exterior para dar el Golpe Final. 
Desafortunadamente, cuando están cortando un pilar, aparece Azula, Mai y Ty Lee. Ty Lee le da una mirada seductora a Sokka y este responde con un "Hola". El grupo comenzó a correr a través del taladro, Katara le dio el agua que tenía a Aang, y Aang iba a la coraza exterior para dar el golpe final. Azula comenzó a perseguir a Aang y Mai con Ty Lee perseguían a Sokka y Katara. Katara y Sokka entran en una "Cañería de Tierra", y Ty Lee los persigue. Mai no por considerar eso asqueroso.
Katara y Sokka salieron por detrás del taladro. Ty Lee igual, pero Katara con Agua Control hizo que el lodo, era tierra combinada con agua, que salía se tapara. Luego apareció Toph, y junto a Katara empujaron el lodo hacia dentro, tapando la cañería.
Aang hacia unos cortes sobre el taladro para dar el golpe final, pero en eso apareció Azula, y comenzaron a pelear. Azula lo venció y Aang cayó tendido. El taladro comenzó a moverse, y atravesó el muro. Azula apoyó a Aang contra el Muro y en una mano prendió fuego, Aang abrió los ojos y cubrió uno de sus brazos con rocas, y detuvo a Azula. Azula comenzó a correr hacia él y Aang estaba listo para luchar, pero el lodo de las cañerías comenzó a salir y Azula se resbaló contra Aang y ambos cayeron en direcciones diferentes. Azula se sostuvo con sus zapatos, y Aang pudo subir gracias a Momo, quien lo ayudó. 
Justo cayó una roca, Aang la partió, y la puso sobre la ranura que en un principio había creado. Luego corrió hacia la pared, creó la patineta de aire y subió el muro, y luego corriendo bajó hacia la roca, dando el Golpe Final. Toph con Tierra Control elevó a Sokka, Katara y ella misma, para protegerse del lodo que salía. Ty Lee se golpeó contra la roca que elevaba al grupo (sin Aang). Todo el taladro quedó cubierto de lodo, al igual que Aang y el General Sung, y el taladro dejó de funcionar.
Por el otro lado, Jet les afirmó a Smellerbee y Longshot que Zuko y Iroh eran Maestros Fuego, y entraron en otro vagón del mismo tren en que iban. Zuko y Iroh se sentaron al lado de Tahn y Ying, junto a su bebé, Esperanza.
Sokka fastidia al grupo tratando de encontrar un nombre, pero todos van a abordar el tren dejándolo solo.
- Datos: Q11681390